# Bo Larsson
Bo "Bosse" Göran Larsson (Malmö, 5 de mayo de 1944-Malmö ,18 de diciembre de 2023) fue un futbolista sueco, que se desempeñó como mediocampista y delantero y que militó en diversos clubes de Suecia y Alemania.

## Clubes
| Club           | País     | Año       |
| -------------- | -------- | --------- |
| Malmö FF       | Suecia   | 1962-1966 |
| VfB Stuttgart  | Alemania | 1966-1969 |
| Malmö FF       | Suecia   | 1969-1979 |
| Trelleborgs FF | Suecia   | 1980      |

## Selección nacional
Fue internacional con la selección de fútbol de Suecia; donde jugó setenta partidos internacionales y anotó diecisiete goles por dicho seleccionado. Incluso participó con su selección, en tres copas mundiales. La primera fue en México 1970, donde su selección fue eliminado en primera fase, por peor diferencia de goles con respecto de su similar de Uruguay. La segunda fue en Alemania Federal 1974, donde fue parte del plantel sueco que logró avanzar a la segunda fase y la tercera fue en Argentina 1978, donde su selección quedó eliminado en primera fase.

## Logros

### Club
- Allsvenskan: 1965, 1970, 1971, 1974, 1975, 1977
- Svenska Cupen: 1973, 1974, 1975, 1978
- Division 3 Skåne: 1980[2][3]

### Individual
- Goleador de la Allsvenskan: 1963 (17 goles), 1965 (28 goles), 1970 (16 goles)
- Guldbollen: 1965, 1973 (primero en ganar el premio en más de una ocasión)
- Stor Grabb: 1968[4]
- Mejor jugador de la Bundesliga: 1968–69
- Atleta del Año de la ciudad de Stuttgart: 1969
- Miembro del Salón de la Fama de la Swedish Football Association en 2005.[5]
- Miembro honorario del Malmö FF

### Récords
- Goleador histórico del Malmö FF: 119 goles (307 partidos)